# Renault RE60
A Renaulr RE60 egy Formula–1-es versenyautó, amellyel a Renault csapat versenyzett az 1985-ös Formula–1 világbajnokság során. Pilótái Patrick Tambay és Derek Warwick voltak, illetve egy versenyen François Hesnault is indult. Ez volt a csapat utolsó versenyautója tizenhét évig, habár motorszállítóként még maradtak a sportágban.

## Áttekintés
A kasztni az előző évi RE50-es továbbfejlesztett verziója volt. A Renault volt a sportágban a turbómotorok meghonosítója és tökélyre fejlesztője, ennek ellenére világbajnokságot nem sikerült nyerniük, ezzel az autóval sem. Az idény elején távozott Michel Tétu vezető mérnök és négy társa, amely katasztrofális volt a csapatra nézve. A szezon eleji teszteken az autók lassúnak és vezethetetlennek tűntek, ezért folyamatosan fejleszteni kellett rajtuk. A francia nagydíjon mutatkozott be az RE60B variáns, de ez sem hozott nagyobb sikereket.
Az eredeti tervek szerint Niki Lauda a csapatnál versenyzett volna 1985-ben, ám meggondolta magát és maradt a McLaren-nél. Derek Warwick szerződése eredetileg csak 1984-re szólt volna, és a Williams csapat már meg is kereste őt, hogy legyen az ő versenyzőjük. Warwick azonban úgy látta, hogy a Honda-motoros Williamsnek nem igazán jönnek az eredmények, és úgy vélte, hogy a Renault csapatnál nagyobb esélyei vannak a futamgyőzelmekre. A helyére végül Nigel Mansellt igazolta le a Williams. Utóbb kiderült, hogy Warwick döntése rossz volt, mert a Honda-motorokkal felszerelt Williams négyszer is győzni tudott, és míg Mansell egész karrierje során 31 versenyt tudott nyerni, Warwick soha többé a közelébe se került ahhoz, hogy futamgyőzelmekért harcolhasson.

## A szezon
A csapat legjobb eredménye az évben két harmadik hely volt, mindkettőt Tambay érte el Portugáliában és Imolában. A német nagydíj arról lett híres, hogy egy harmadik autóval François Hesnault is indult, aki a sportág története során először fedélzeti kamerával felszerelt járművel versenyzett. Ez volt mindezidáig az utolsó alkalom a Formula–1 történetében, hogy egy csapat kettőnél több autóval álljon rajthoz. A dél-afrikai nagydíjat a francia kötődésű csapatok bojkottálták a francia kormány utasítására, hogy így tiltakozzanak a apartheid-rendszer ellen.
A gyári Renault a motorpartnercsapatok közül kettő, a Lotus és a Ligier is legyőzték a konstruktőri bajnokságban. Ennek köszönhetően a Renault megszüntette az év végével a gyári csapatát: úgy látták, nem éri meg fenntartani csak azért, hogy az utcai autóikba is fejlesztéseket készítsenek, és a rossz eredmények a márka negatív hírét keltették. Motorszállítóként azonban nemcsak a turbókorszak végéig, hanem 1997-ig maradtak, majd 2001-ben felvásárolták a Benetton istállót és újra visszatértek.

## Eredmények
(félkövér jelöli a pole pozíciót, dőlt betű a leggyorsabb kört)
| Év   | Csapat             | Motor                       | Gumik | Pilóták           | 1   | 2   | 3   | 4   | 5   | 6   | 7   | 8   | 9   | 10  | 11  | 12  | 13  | 14  | 15  | 16  | Pontok | Helyezés |
| ---- | ------------------ | --------------------------- | ----- | ----------------- | --- | --- | --- | --- | --- | --- | --- | --- | --- | --- | --- | --- | --- | --- | --- | --- | ------ | -------- |
| 1985 | Equipe Renault Elf | Renault Gordini EF4B / EF15 | G     |                   | BRA | POR | SMR | MON | CAN | DET | FRA | GBR | GER | AUT | NED | ITA | BEL | EUR | RSA | AUS | 16     | 7.       |
| 1985 | Equipe Renault Elf | Renault Gordini EF4B / EF15 | G     | Patrick Tambay    | 5   | 3   | 3   | Ret | 7   | KI  | 6   | KI  | KI  | 10  | KI  | 7   | KI  | 12  |     | KI  | 16     | 7.       |
| 1985 | Equipe Renault Elf | Renault Gordini EF4B / EF15 | G     | Derek Warwick     | 10  | 7   | 10  | 5   | KI  | KI  | 7   | 5   | KI  | KI  | KI  | KI  | 6   | KI  |     | KI  | 16     | 7.       |
| 1985 | Equipe Renault Elf | Renault Gordini EF4B / EF15 | G     | François Hesnault |     |     |     |     |     |     |     |     | KI  |     |     |     |     |     |     |     | 16     | 7.       |

- A csapat a francia kormány utasítására bojkottálta a dél-afrikai nagydíjat, ezzel tiltakozván az apartheid-rendszer ellen.

## Forráshivatkozások
1. ↑  In the hot seat -- Derek Warwick (brit angol nyelven). Motor Sport Magazine, 2014. július 7. (Hozzáférés: 2024. szeptember 27.)
2. ↑  Motor Sport magazine (angol nyelven). SoundCloud. (Hozzáférés: 2024. szeptember 27.)
3. ↑  Niki Lauda & Herbert Volker. To Hell and Back: Lauda Autobiography. Stanley Paul & Co/Hutchinson (1986)